# Determinativt pronomen
Determinativa pronomen, ibland bestämmare, är en kategori av pronomen som får sin betydelse av det som följer i texten eller yttrandet. Determinativa pronomen ska skiljas från personliga pronomen som får sin betydelse av vad som redan är känt, och demonstrativa pronomen som får sin betydelse av något som är utpekat eller uppenbart på grund av situationen.
I meningen
”Hon lyssnar bara på de skivor som hennes favoritrecensent hyllat”
är ”de” ett determinativt pronomen.
”Hon lyssnar bara på dem som hennes favoritrecensent hyllat”
är ”dem” ett determinativt pronomen.
”Den som gräver en grop åt andra faller själv däri” är ett annat exempel. Om man undrar "vilken 'den'" är, är svaret ”den som gräver en grop åt andra”.